# 拉尼納格爾烏帕齊拉
拉尼納格爾乌帕齐拉是孟加拉国瑙岡縣的一个乌帕齐拉，位於拉傑沙希专区的瑙岡縣。。

## 人口
據1991年孟加拉國人口普查，拉尼納格爾共有戶數29,198戶，人口158244人。其中男性佔比50.94%，女性佔比49.06%；成年人口79,136人。該地7歲以上人口之平均識字率為28.4%，低於全國平均值（32.4%）。